# Vindolanda
Vindolanda, aussi appelé le fort romain de Chesterholm, est un camp construit dans la province romaine de Bretagne (en latin Britannia) situé au Royaume-Uni, dans le nord de l’Angleterre, à proximité du mur d’Hadrien et sur le tracé de la Stanegate. De nombreuses tablettes de bois, écrites par des soldats romains en garnison au IIe siècle y ont été retrouvées.
Niché parmi des exploitations ovines, le site est aujourd'hui en ruine.

## Localisation
Le site archéologique est situé à proximité de la frontière entre l'Angleterre et l'Écosse, à environ 1,5 km au nord du village moderne de Bardon Mill, dans le Northumberland. Le mur d'Hadrien se trouve à quelque 3 km au nord du fort. Parmi les camps romains le plus proches sur le mur, le plus remarquable est celui de Housesteads/Vercovicium au nord-est.
À l'époque antique, cette portion du mur est située sur le territoire du peuple des Brigantes, à proximité de ceux des Votadini et des Selgovae. Sous Caracalla, cette partie de la province de Bretagne est intégrée à une nouvelle province, plus petite, la province de Bretagne inférieure. Les réformes dioclétiennes modifient encore cette subdivision. Vindolanda pourrait alors avoir appartenu à la province de Bretagne seconde. Le fort est construit le long de la Stanegate, une route romaine longeant le mur d'Hadrien de Corbridge/Corstopitum à l'est, à Carlisle/Luguvallium à l'ouest.

## Histoire
Le fort de Vindolanda, d'environ 3 hectares à partir de 95, est d'une importance stratégique pour les Romains. Il est construit dans le contexte militaro-politique de la fin de la conquête romaine de la Grande-Bretagne. Durant toute son existence, de 85 de notre ère à son abandon au IVe siècle, il connaît, ainsi que le vicus associé, une série de démolitions et de reconstructions que les fouilles ont permis de relativement bien cerner. Les premiers forts construits à Vindolanda sont en bois et en terre, notamment la technique dite du gazon. La pierre n'a été utilisée comme matériau de construction que plus tard.

### Les premiers forts en bois
Même si un fort antérieur - daté des années 70 de notre ère, est soupçonné à proximité - au nord - les premières fortifications sont attestées sur le site dès 85, quelque temps après la construction de la Stanegate et la bataille du mont Graupius. Le fort de Vindolanda est donc contemporain de la Gask Ridge, la première ébauche de fortification au nord de la Grande Bretagne, et antérieur au mur d'Hadrien. Ce premier fort, de taille et d'emplacement identique au fort actuellement visitable a été vraisemblablement construit par des auxiliaires belges de la première cohorte des Tongres qui en constitueront la première garnison. Selon une des tablettes retrouvées là, le commandant pourrait en avoir été un certain Iulius Verecundus, préfet de la première cohorte des Tongres.
Ce premier fort est détruit en 92 après J.-C. puis reconstruit au même emplacement avec une surface doublée. La garnison est alors constituée de membres de la neuvième Cohortes des Bataves, une unité mixte d'infanterie et de cavalerie d'environ 1 000 hommes. Reconstruit à l'identique en 97, le commandant de garnison pourrait alors avoir été Flavius Cerialis, préfet de la neuvième cohorte des Bataves. Des unités de la troisième cohorte des Bataves pourraient aussi avoir été stationnées un temps à Vindolanda, en complément de la 9e.
Ces différentes étapes de construction correspondent, au sein de la chronologie du site telle qu'établie par les fouilles, aux périodes 0 à III.

### Construction du mur d'Hadrien
En 105, la première cohorte des Tongres réinvestit le site. Le fort de la période III est alors rasé et les vestiges recouverts d'argile, ce qui a permis leur bonne préservation. Un nouveau fort est construit, toujours en bois et terre. Élargissant encore son périmètre à l'ouest, ce fort est le plus vaste qui ait été bâti à Vindolanda. En dépit de sa taille, ou peut-être à cause d'elle, il correspond aux périodes les moins bien connues du site.
Le camp romain subit une profonde réfection vers 122. Sa taille, qui est maintenue, et la date des travaux suggèrent que Vindolanda sert alors de camp de base pour la construction de la section centrale du mur d'Hadrien. La présence d'un grand bâtiment en bois à l'ouest du fort pourrait même être l'indication d'un séjour de l'empereur sur place.
Ces étapes de la vie du camp correspondent, au sein de la chronologie du site telle qu'établie par les fouilles, aux périodes IV et V, cette dernière étant celle qui correspond à la construction et à la première période d'utilisation du mur d'Hadrien.

### Pendant et après le mur d'Antonin
En 140 de l’ère chrétienne débute la construction du mur d'Antonin qui repousse la frontière calédonienne quelque 160 kilomètres plus au nord de Vindolanda. Le vaste fort n'a donc plus qu'une utilité marginale. Il est donc à nouveau détruit, nivelé et scellé à l'argile. Un nouveau camp est néanmoins reconstruit à l'emplacement et à la taille des premiers forts du site. Bâti comme ses prédécesseurs, en bois et terre, c'est peut-être lui qui voit les premiers aménagements en pierre. Son aménagement le plus remarquable est cependant une série de trois fossés défensifs sur son flanc ouest.
Le fort de Vindolanda est reconstruit, cette fois en pierre, lors de l'abandon du mur d'Antonin vers 160. Ce nouveau camp sert jusqu'au tout début du IIIe siècle, où il est à nouveau rasé pour faire place au fort le plus étrange et inhabituel jamais construit sur le site. Celui-ci est bâti à l'ouest du précédent, sur ce qui deviendra ultérieurement le vicus associé au fort de Vindolanda. Sur l'emplacement du camp précédent, après sa démolition, est construit tout un ensemble de maisons rondes alignées, dont la fonction n'est pas connue avec certitude.
Cet étrange camp est en fonction jusqu'en 213.

### Les forts tardifs
Ce sont leurs vestiges et ceux du vicus associé qui sont visitables aujourd'hui. En 213 de notre ère, le fort de Vindolanda est investi par la quatrième cohorte des Gaules. La garnison reconstruit un fort en pierre à l'emplacement "habituel" de taille identique aux premières occupations. Ce fort en dur connaît différents aménagements et reste en fonction jusqu'en 410 environ. Une agglomération civile se développe à l'ouest, au moins jusqu'à l'abandon du fort.

## Historique des recherches

### Premières mentions et premières fouilles

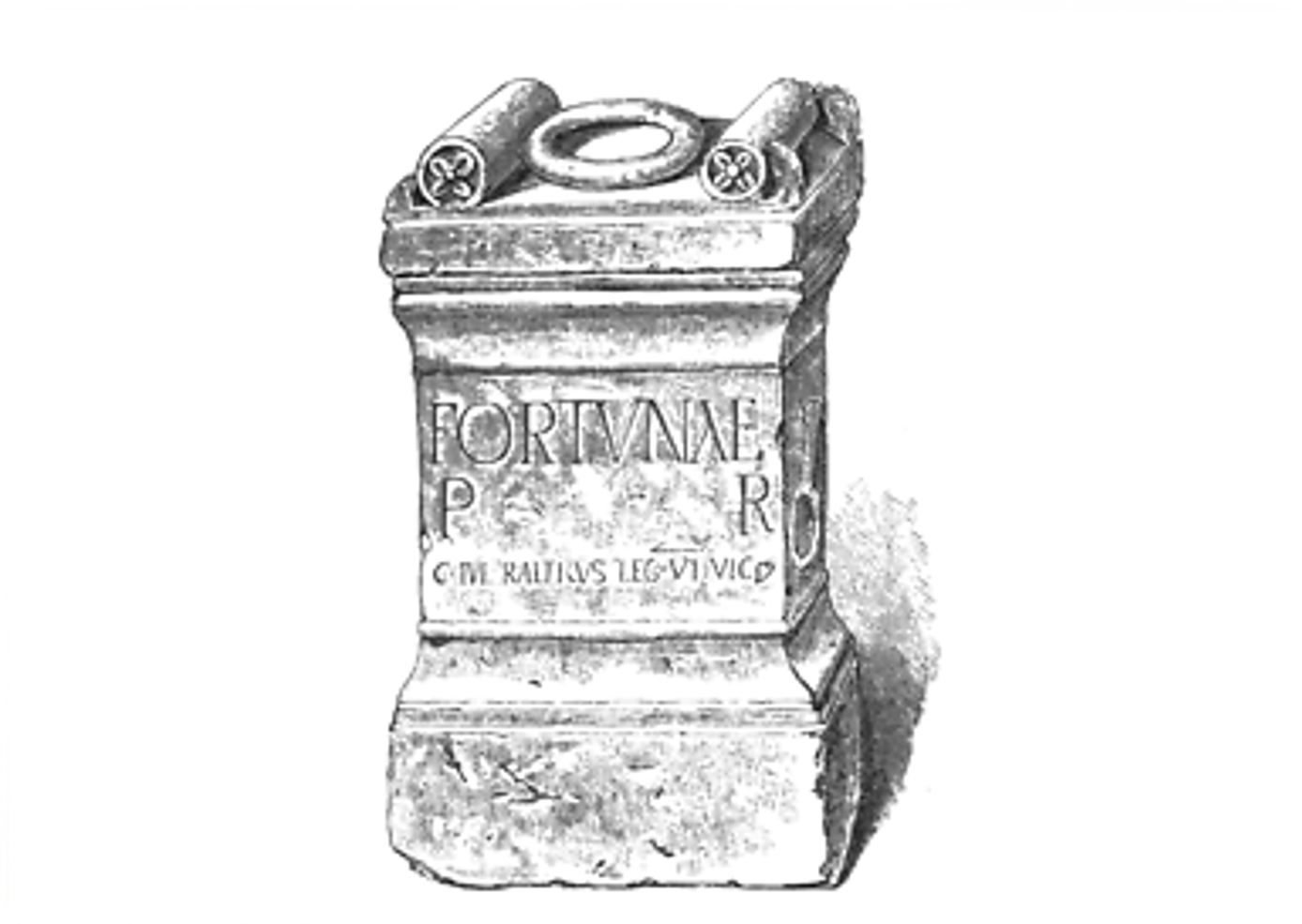
L'autel retrouvé en 1716 et dédié à la déesse Fortuna par le centurion de la 6e légion victrix Caius Iulius Raeticus.

La première mention moderne du site est l’œuvre de l'antiquaire William Camden dans son ouvrage Britanniae descriptio, en 1586. La région est ensuite restée peu sûre jusqu'au XVIIIe siècle. Quelques voyageurs se sont néanmoins aventurés dans le secteur et leurs récits permettent de documenter le site avant les vols massifs de pierre qui ont endommagé le site aux XVIIe et XIXe siècles. Ainsi, avant 1702, les murs des thermes devaient être presque complètement préservés, Christopher Hunter décrivant le bâtiment comme partiellement recouvert. En 1716, John Warburton, un percepteur d’impôts, a découvert un autel en pierre qu’il a prélevé. La structure a été dédiée à Fortuna par un centurion, Caius Iulius Raeticus. John Horsley, dans son ouvrage Britannia Romana, rapporte en 1732 une inscription de Beltingham, qui s'est avérée être une inscription de construction de l'une des portes de Vindolanda. John Wallis mentionne en 1765 un temple avec des colonnes ornées sur le bord ouest du Vicus. Ce sanctuaire a, par la suite, été complètement détruit par des tailleurs de pierre.
C'est en 1814, avec les travaux du révérend Anthony Hedley que commence le véritable travail archéologique. Les fouilles menées par le pasteur Hedley ont permis de découvrir la porte est de l'un des forts de pierre les plus récents, celui attribué, selon la chronologie du site, à la période IX. Hedley a également examiné les autres portes survivantes, le prétoire, et a fouillé le coin nord-est du fort. Les murs du camp étaient encore en partie en élévation à cette époque, mesurant par endroit jusqu’à 4m de haut. Le révérend Hedley a également fait construire le manoir de Chesterholm en 1831 pour mieux surveiller les fouilles. Il est malheureusement mort en 1835, avant d'avoir pu écrire un rapport sur ses recherches. Avec sa mort, la première partie de l'exploration archéologique de Vindolanda s'achève.
En 1858, Henry McLauchlan trace le premier plan du site. Comme celui-ci n’était pas encore complètement fouillé à cette époque, le plan de McLauchlan est basé sur les élévations visibles. En 1864, John Clayton acquiert le domaine de Chesterholm et y stocke la plupart des pierres gravées et inscriptions découvertes jusqu'à présent. Jusqu'en 1878, ne sont plus alors menées que des investigations mineures.
En 1914, la découverte d'un second autel confirme que le nom romain du site était « Vindolanda ».

### Les fouilles d'Eric Birley
En 1929, Eric Birley acquiert le domaine de Chesterholm, sur les terres duquel se trouvait le fort romain. Au cours des années 1930, l’université de Durham lui a commandé de nombreuses fouilles qui ont permis de mettre au jour les murs d'enceinte et le bâtiment du personnel. À partir de 1931, les premières fouilles sont effectuées. En 1939, les recherches sont interrompues, en raison du déclenchement de la Seconde Guerre mondiale. Birley ayant mis sa propriété à disposition du ministère des Travaux publics (en), le prétoire, les trois portes et des pans du mur du château ont été restaurés et rendus accessibles aux visiteurs. Quelque temps après la fin de la guerre, en 1946, Birley entreprend de nouvelles fouilles à Chesterholm avec l'aide de prisonniers de guerre allemands.
Au cours des décennies suivantes, seules des fouilles mineures (1959) ont été réalisées. À la fin des années 1960, les archéologues ont d'abord étudié les vestiges bien préservés du fort de pierre et du vicus datant des IIIe et IVe siècles. À partir de 1969, le comité de fouilles de l’université de Durham procède à de nouvelles investigations. Puis des travaux de drainage effectués sur le site du vicus révèlent les nombreux restes de la colonie civile.

### Le Vindolanda trust et les fouilles modernes
En 1970, le Vindolanda Trust, un organisme de bienfaisance, est créé pour administrer le site et son musée. Cet événement conduit à un nouvel essor de l'exploration archéologique de la région. Des fouilles régulières sont menées au cours des décennies suivantes, dirigées par les archéologues Robin et Anthony Birley, les deux fils d'Eric Birley, puis Andrew Birley, son petit-fils.
Entre 1970 et 1971, les seconds thermes sont fouillés. Les premières tablettes de bois, qui feront la renommée du site sont découvertes en 1973. De 1985 à 1989, la partie sud du secteur central a été étudiée et une zone adjacente à la Voie Principale du fort de la période II étendu a été examinée. Durant la période 2004-2006, au cours des fouilles effectuées à la périphérie ouest de la zone extra-muros, des fondations en pierre du deuxième siècle ont été observées dans le Vicus. En 2008, les deux entrepôts ont été découverts et restaurés. D'autres campagnes à grande échelle ont débuté en 2016 et se poursuivent.
Les fouilles sont entreprises chaque été et certains des dépôts archéologiques atteignent une profondeur de six mètres. Les conditions anoxiques à ces profondeurs ont préservé des milliers d'objets, tels que des tablettes en bois et plus de 160 peignes de buis, qui normalement, se désintègrent une fois enfouis. Ces conditions offrent ainsi une occasion de mieux comprendre la vie romaine — militaire et civile — sur la frontière nord de l'empire. Outre les fouilles en cours et les vestiges excavés et restaurés, une réplique en taille réelle d’une partie du mur d’Hadrien, en pierre et en tourbe, est visible sur le site.

## Description
Tous les camps romains sont construits sur le même modèle : de longs baraquements rectangulaires divisés en dix chambrées, accueillant huit soldats chacune. Toute une centurie loge dans un baraquement, constitué d'une succession de doubles-pièces. La première sert de vestiaire aux soldats pour entreposer leurs armes et autres effets personnels encombrants. La deuxième est la chambrée proprement dite, avec une cheminée et des châlits superposés pour coucher les huit hommes du contubernium, placés sous la surveillance d'un chef de chambrée. Chaque chambrée se compose d'une chambre précédée d'une antichambre au sol de terre battue. Un vicus est directement accolé au camp et entretient des relations étroites avec celui-ci.

## Les tablettes de Vindolanda
Le site archéologique est réputé pour la découverte d'un très grand nombre de tablettes en bois retraçant la correspondance épistolaire des différentes garnisons.

## Les autres découvertes
En 2010, les archéologues découvrent le corps d'une fillette âgée de 8 à 10 ans, enterré sous le plancher d'un baraquement. Il semble que la victime morte il y a 1 800 ans ait été ligotée et violemment frappée à la tête. Enterrer des corps dans l’enceinte d’un fort était strictement interdit à l’époque romaine, ce qui laisse supposer aux archéologues que l’enfant a été tuée clandestinement et son corps, enterré à la hâte pour ne pas éveiller les soupçons. Une hypothèse est qu'il s'agisse « d’une esclave ayant fait les frais d’une quelconque rivalité entre officiers : à l’époque, supprimer un esclave équivalait à porter atteinte à la propriété privée de son maître ».